# P-700 Granit
El P-700 Granit (en ruso П-700 Гранит, en español granito) es un  misil de crucero anti-buque ruso. Su designación GRAU es 3M45, la Designación OTAN es SS-N-19 Shipwreck. Fue producido en variantes ASCM y SLCM.

## Diseño y construcción
El P-700 fue diseñado en los 1970s para reemplazar al misil SS-N-7 y el SS-N-9, ambos misiles eficaces para atacar a otros barcos de guerra, pero con un alcance demasiado corto ante la mejora de las armas de los grupos de batalla de portaaviones de Marina de Estados Unidos.
El misil fue parcialmente derivado del SS-N-12. El objetivo era poder transportarlo desde un nuevo diseño de portaaviones que sería fabricado para la Armada de la Unión Soviética, el Portaaviones Almirante Kuznetsov y otros cruceros de guerra pesados de gran tamaño Clase Kírov.
Los misiles podían ser utilizados en salvas en rápida sucesión, se mantiene el control de cada misil a través de un enlace de datos por separado desde la base de comando en la nave que los transporta, luego en pleno vuelo el grupo de misiles podrían coordinar sus acciones en forma independiente, utilizando su radar activo para buscar objetivos, la transmisión de estos datos se efectúa a otros misiles en pleno vuelo, los misiles son programados para que la mitad de una salva acometa a un blanco asignado como distracción, el resto de misiles se divide entre otras naves asignados ahora como blancos de oportunidad, si algún misil fuese derribado por los sistemas de defensa enemigos, otro misil de la andanada se ocupará automáticamente para ocupar su lugar, los misiles cambian a radar activo durante la fase terminal del ataque.
El misil sería lanzado en forma vertical desde la cubierta del portaaviones con unas compuertas que se abren como una escotilla de lanzamiento de misiles desde submarinos, las compuertas cerradas permiten el despegue de los aviones transportados en el portaaviones y las maniobras de las aeronaves sobre la cubierta de vuelo, en un diseño único en su tipo que le permite a un portaaviones convertirse en un arma con capacidad para atacar a otros barcos de guerra, los nuevos submarinos de Rusia también podrán transportarlos en los silos de lanzamiento vertical de misiles para atacar a escuadras navales completas. Los misiles pueden ser lanzados juntos al mismo tiempo y cada misil puede seleccionar los blancos enemigos asignados en forma independiente en pleno vuelo a una velocidad supersónica y volando a pocos metros de altura, tiene medidas de protección y puede lanzar bengalas de distracción para los sistemas defensivos de los barcos de guerra enemigos.

## Despliegue

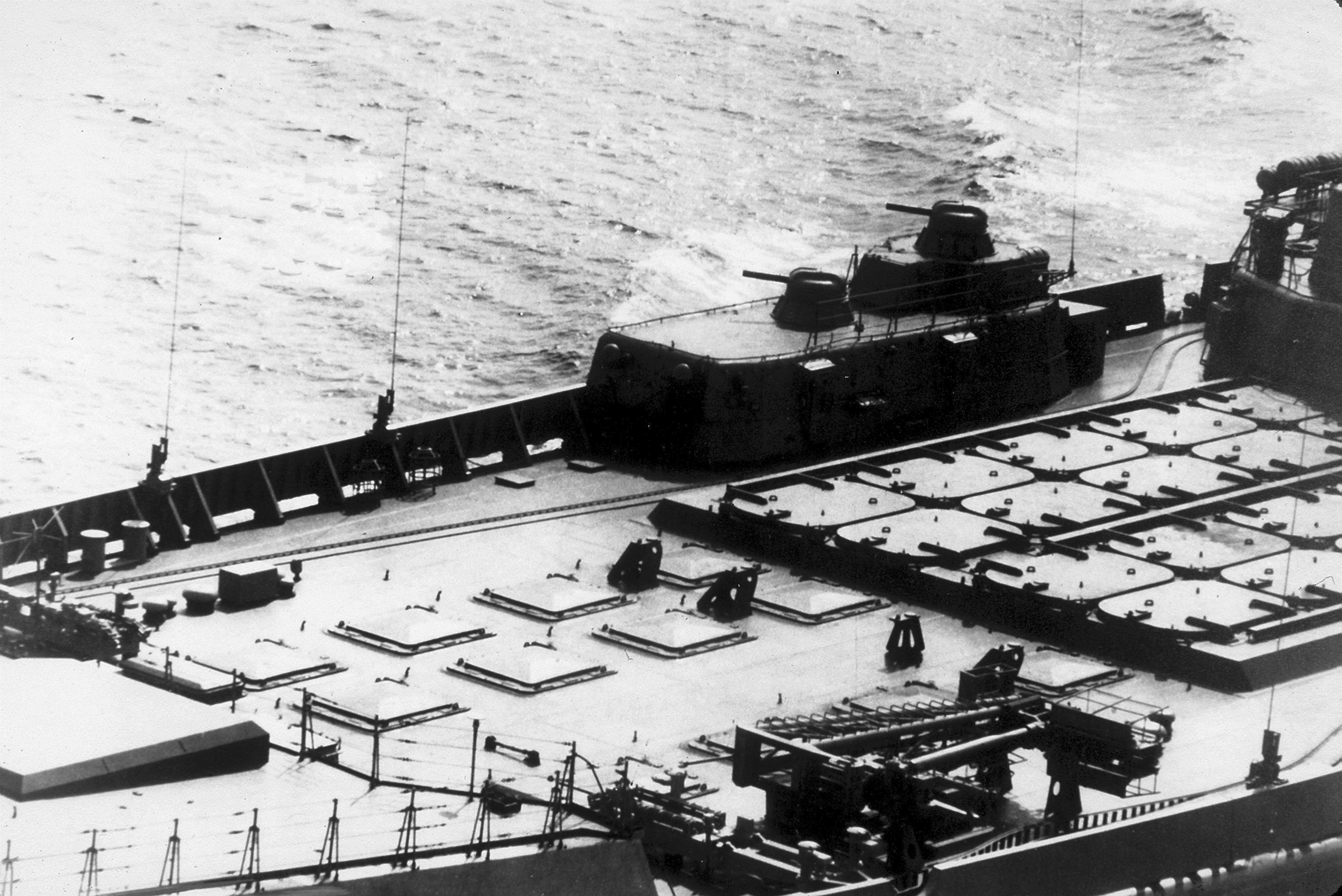
Lanzadores verticales SS-N-19 en el crucero clase Kírov Frunze.

El despliegue inicial fue a bordo del  Kírov (ahora el  Admiral Ushakov) en 1980. Actualmente está en servicio con la flota rusa del Norte en los cruceros de Batalla Clase Kirov Almirante Nakhimov y Piotr Velikhy, el crucero de aviación   Kuznetsov y como parte de la Armería de submarinos de misiles guiados más grande (El Kursk llevaba 24 misiles) de la Clase Oscar. Sin embargo, el tamaño del misil limita las plataformas en el que puede funcionar y ser lanzado desde ellas.

## Antiguos operadores
- -  Armada Soviética

## Operadores actuales
- -  Armada de la Federación Rusa